# Askari

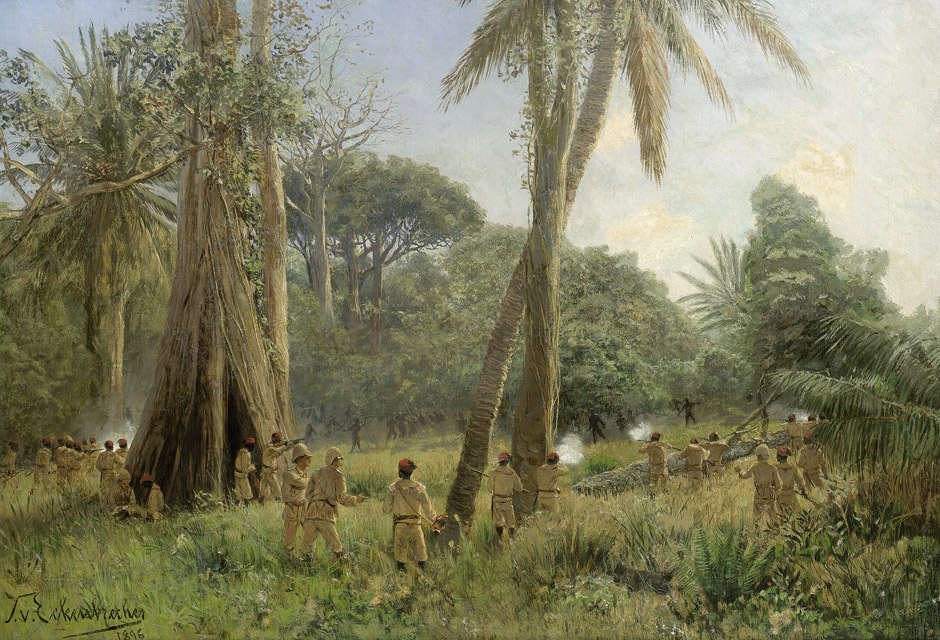
T. von Eckenbrecher: "Tropická krajina v Německé východní Africe" (olej, 1896). Střet Němců a domorodých askari s místním obyvatelstvem.

Slovo askari (v překladu z arabštiny znamená armáda, voják) sloužilo pro označení domorodých vojáků, kteří byli naverbováni pro službu v koloniálních armádách v 19. a v první polovině 20. století ve východní, severovýchodní a střední Africe. Slovo askari pochází z arabského výrazu عسكري (askar), respektive původně z perského laškar,  odkud bylo převzato do svahilštiny a do dalších jazyků (amharština, bosenština, italština, polština, somálština, turečtina, urdština a další). Jako askari bývají označování také příslušníci místních milicí, policie nebo ochranek.

## Historie
Praxe získávání domorodých vojáků byla uplatňována v britských, italských, německých, portugalských a belgických koloniálních armádách, zatímco Francie a Španělsko tento způsob doplňování svých vojenských sil zpočátku nepoužívaly. Oddíly askarijů sehrály významnou roli při koloniální expanzi jednotlivých západoevropských zemí. Na dobytém území posléze tito domorodí vojáci sloužili v místních posádkách a v bezpečnostních složkách. Během první a druhé světové války oddíly askarijů bojovaly na frontách daleko od své vlasti - v jiných částech Afriky, na Blízkém východě nebo v Asii.

### Belgické kolonie
V belgické kolonii Svobodný (Nezávislý) stát Kongo  (État indépendant du Congo) byli domorodí askarijové organizováni v ozbrojených složkách, zvaných Force Publique, ustavených v roce 1885.

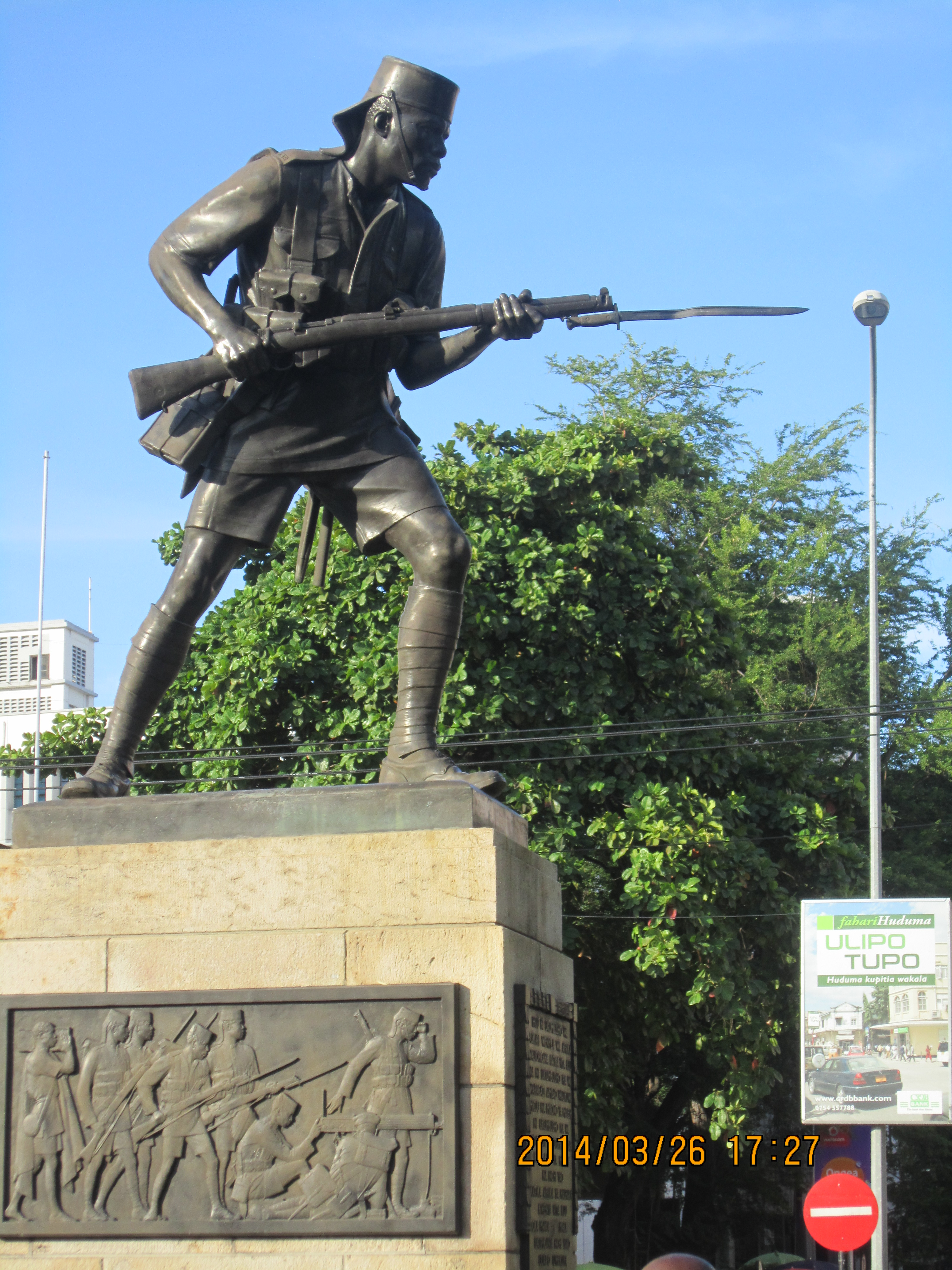
Pomník askari v Dar es Salaamu

### Britské kolonie
Imperiální britská východoafrická společnost (Imperial British East Africa Company - IBEAC) verbovala příslušníky jednotek askarijů mezi Somálci, Súdánci a Svahilci. Od roku 1895 byla tak vytvořena uniformovaná ozbrojená složka, zvaná East African Rifles, později prapor King's African Rifles, který byl součástí pluku koloniálních vojsk.

### Německé kolonie
V německé koloniální armádě (tzv. Schutztruppe) sloužili domorodá vojáci pod velením německých důstojníků a poddůstojníků zejména v oblasti Německé východní Afriky (to je v dnešní Tanzanii). Tyto jednotky se zúčastnily i bojů v období první světové války.

### Italské kolonie
Itálie pro své imperiální zájmy v oblasti Afrického rohu verbovala místní Eritrejce a Somálce, kteří se pak pod italským velením od 80. let 19. století až po druhou světovou válku zúčastnili bojů nejen ve východní Africe, ale i v oblasti Indického oceánu. Jednalo se o jednotky pěšího vojska, jezdectva  (na koních i na velbloudech) a lehkého dělostřelectva. Důležitou roli sehráli italští askarijové domorodého původu v letech 1935 - 1936 během tzv. habešské války = druhé italsko-etiopské války .

## Druhá světová válka
V průběhu druhé světové války se označení askari používalo také v přeneseném slova smyslu pro cizince, bojující v německých jednotkách, respektive v jednotkách SS nebo Schutzmannschaftu. Jednalo se například o sovětské válečné zajatce, kteří přistoupili na službu v těchto jednotkách ( Rusy, Ukrajince, Litevce, Gruzíny, Armény apod.), případně kteří sloužili jako dozorci v táborech smrti (Sobibor, Treblinka) nebo se podíleli na likvidaci povstání ve varšavském ghettu v roce 1943.

## Irák po roce 2003
Askari, pocházející z Afriky, se objevili i na počátku 21. století. Jednalo se o žoldnéře původem z Ugandy, kteří byli verbováni soukromými agenturami (např. agenturou Beowulf International prostřednictvím místních agentur) a zúčastnili se operací na území Iráku po roce 2003, kupříkladu zajišťovali ostrahu mezinárodní vojenské základny Camp Victory v Bagdádu.  